# 16 tháng 2
Ngày 16 tháng 2 là ngày thứ 47 trong lịch Gregory. Còn 318 ngày trong năm (319 ngày trong năm nhuận).

## Sự kiện
- 1862 – Nội chiến Hoa Kỳ: Trận đồn Donelson kết thúc với chiến thắng của Liên bang miền Bắc.
- 1923 – Nhà khảo cổ học người Anh Howard Carter phát hiện ra mộ thất và quách của Pharaon Tutankhamun.
- 1945 – Chiến tranh thế giới thứ hai: Quân đội Mỹ đổ bộ lên đảo Corregidor tại Philippines và giao chiến với quân đồn trú của Nhật Bản trên đảo.
- 1959 – Fidel Castro trở thành thủ tướng Cuba sau khi nhà độc tài Fulgencio Batista bị lật đổ ngày 1 tháng 1.
- 1965 – Thủ tướng Phan Huy Quát lên làm thủ tướng Việt Nam Cộng hòa
- 1985 – Hezbollah, tổ chức chính trị, vũ trang của người Liban theo đạo Hồi dòng Shi'a, được thành lập.
- 1998 – Một máy bay của China Airlines gặp nạn gần Sân bay quốc tế Trung Chính tại Đài Loan, khiến 196 người trên khoang và bảy người dưới đất thiệt mạng.
- 2005 – Với việc được Nga phê chuẩn, Nghị định thư Kyoto bắt đầu có hiệu lực dưới sự giám sát của UNFCCC.

## Sinh
- 1620 – Friedrich Wilhelm I của Brandenburg, Tuyển hầu Brandenburg và công tước của Phổ (m. 1688).
- 1700 – Nguyễn Phúc Tứ, tước phong Luân Quốc công, công tử con chúa Nguyễn Phúc Chu (m. 1753).
- 1817
  - Nguyễn Phúc Miên Thần, tước phong Nghi Hòa Quận công, hoàng tử con vua Minh Mạng (m. 1878).
  - Trương Thị Thận, phong hiệu Tam giai Thụy tần, phi tần của vua Thiệu Trị, mẹ của vua Hiệp Hòa (m. 1889).
- 1831 – Nikolai Semyonovich Leskov, nhà báo, nhà văn Nga (m. 1895).
- 1834 – Ernst Haeckel, nhà vạn vật học, sinh học, và triết học Đức (m. 1919).
- 1838 – Ōkuma Shigenobu, thủ tướng Nhật Bản (m. 1922).
- 1853 – James Douglas Ogilby, nhà ngư học người Úc (m. 1925)
- 1893 – Mikhail Nikolayevich Tukhachevsky, nguyên soái Liên Xô (m. 1937).
- 1897 – Vệ Lập Hoàng, tướng lĩnh người Trung Quốc, tức 15 tháng 1 năm Đinh Dậu (m. 1960)
- 1916 – Dương Văn Minh, cựu tướng lĩnh Bộ binh của Quân lực Việt Nam Cộng hoà (m. 2001).
- 1921 – Hoa Quốc Phong, Thủ tướng Cộng hòa Nhân dân Trung Hoa (m. 2008).
- 1932 – Ahmad Tejan Kabbah, tổng thống Sierra Leone thứ 3 (m. 2014)[1]
- 1942 – Kim Chính Nhật (Kim Jong-il), lãnh tụ Cộng hòa Dân chủ Nhân dân Triều Tiên (m. 2011).
- 1943 – Trọng Khôi, Nghệ sĩ Nhân dân nổi tiếng trong làng sân khấu kịch và điện ảnh Việt Nam (m. 2012).
- 1956 – Rina Messinger, Hoa hậu Hoàn vũ năm 1976.
- 1975 – Aikawa Nanase, ca sĩ Nhật Bản.
- 1976 - Phạm Kim Dung, nữ doanh nhân, thạc sĩ người Việt Nam, tổng giám đốc Công ty trách nhiệm hữu hạn thương mại và quảng cáo Sen Vàng, vợ của đạo diễn Hoàng Nhật Nam
- 1979 – Eric Mun, ca sĩ, diễn viên Hàn Quốc.
- 1986 – Diego Godín, cầu thủ bóng đá Uruguay.
- 1988 – Denílson, cầu thủ bóng đá Brasil.
- 1988 – Kim Soo Hyun, nam diễn viên Hàn Quốc.

## Mất
- 705 –  Võ Tắc Thiên, Hoàng đế nhà Võ Chu (Trung Quốc) (s. 624)
- 1906 – Otto Knappe von Knappstädt, tướng lĩnh quân đội Phổ (s. 1815)
- 1907 – Giosuè Carducci, nhà thơ, nhà văn Ý, người thắng giải Nobel Văn học 1906 (s. 1835).
- 1977 – Ngô Kiện Hùng, nhà vật lý Mỹ gốc Hoa (s. 1912).
- 2025 – Kim Sae-ron, diễn viên người Hàn Quốc (s. 2000).